# Irénée
Irénée è il secondo romanzo di Henri Bosco
Il romanzo è molto diverso dal resto della produzione, in quanto risente ancora della moda del romanzo degli anni '30, elegante e disimpegnato, basato su intrecci amorosi che si sviluppano in scenari mondani. È suddiviso in due parti: Arabesque, composto da 11 capitoli, e Pantomimes, di 15 capitoli. 
La vicenda è narrata in prima persona dal protagonista e si svolge principalmente nel sud Italia: Capri, Napoli, Ravello e la Sicilia servono da decoro alle vicende narrate.

## Trama
Capri. Pierre Lampédouze,  incontra Irénée in un bar durante la sua vacanza estiva in hotel. 
Irénée parla di sé  e della sua famiglia, del padre, barone, dei suoi affari, della madre, duchessa. La ragazza è molto teatrale nei movimenti, appassionata nel recitare strofe e nel danzare. Pierre, uomo spesso immerso nei suoi pensieri,  si innamora presto di lei. Questo amore è però accompagnato da un sempre crescente desiderio di scappare. Spesso scrive lettere ai suoi amici: Cyrille Sylverie e Max Jacob. Il fatto che Max Jacob sia un personaggio letterario di spicco che viveva in quel periodo nell'abbazia benedettina di Saint-Benoît-sur-Loire rende il mondo narrato contemporaneo dell'atto di scrittura.
Un giorno sente Irénée cantare i versi di una poesia con accento britannico; la ragazza è in compagnia di Harry Billington, un giovane inglese che soggiorna a Capri.
Arrivato giugno, l'isola si riempie di bagnanti. Pierre incontra Irénée nella hall dell'Hotel intenta a vendere delle carte di un fachiro. Irénée sembra assente, si vuole isolare dal mondo. Infatti un giorno Pierre la sorprende nella cavità di una roccia: lei vedendolo fugge,  ma lascia cadere un libretto. Dentro, Pierre trova un iris essiccato e una scritta: "16 aprile 1924, Ravello, Villa Cimbrone" con un biglietto scritto da uno straniero.
Dopo alcuni giorni, fuori dall'hotel scoppia un temporale, lo stesso che Pierre sente dentro di sé, l'amarezza nell'anima per non aver più  visto Irénée. La sua vita è segnata dall'abitudine e solo Irénée può rompere questa monotonia.
Un pomeriggio, dalla sua camera, vede sulla spiaggia Irénée mentre recita il capitolo III del Traité de Gymnique et de Reptologie ad una decina di ragazzi; tutti ascoltano attratti dalla fanciulla e questo fa ingelosire Pierre.
La sera uscendo dal balcone sente un rumore: ci sono due ombre in giardino che parlano. Le due figure sono quelle di Harry e Kiki, una ragazza inglese, che secondo Pierre ha dell'astio verso Irénée e che infatti lo metterà in guardia da lei.
Nei giorni successivi, rientrato in camera, Pierre trova sulla sua scrivania una rosa e un biglietto con un messaggio da parte di Irénée. Questo messaggio dà modo a Pierre di riflettere sui propri sentimenti per la ragazza.
Irénée si ammala ed è costretta a stare a letto per quindici giorni: nel frattempo Pierre le fa spesso visita; Irénée gli svela che non potranno stare insieme per molto tempo ancora perché dovrà presto ritornare a casa col padre dal futuro sposo, Pindare. Alla notizia Pierre rimane impassibile, ma dentro sé è turbato e sofferente per l'imminente addio.
Una volta guarita, Irénée prepara, tristemente, le valigie per partire e passa insieme a Pierre l'ultima serata. I due non vogliono separarsi e si promettono di scriversi. Nonostante il dolore che prova, Pierre esorta la ragazza a partire senza rimorso.
Pierre si rifugia quindi in una pensione ad Anacapri, dalla quale si mette in comunicazione con l'hotel dove soggiornava Irénée per chiedere al portiere di tenerlo informato circa la partenza della ragazza. Irénée gli ha lasciato una lettera in hotel promettendogli un incontro in terra ferma.
Dopo qualche tempo dalla vacanza a Capri, Pierre si sposta a Napoli, in una pensione con numerosi ospiti stranieri,  dove pensa di poter rincontrare Irénée. 
Qui viene raggiunto dalla madre, Mme Goudre; la donna rimprovera il figlio della vita che conduce, sempre in viaggio, senza più un soldo, vestito inadeguatamente, mentre lei avrebbe voluto vederlo sposato con una delle ereditiere che gli aveva proposto in passato.
Assieme alla madre arriva anche Célestin, un giovane innamorato di Idoline, una ricca borghese.
Pierre, legato da una profonda amicizia con Célestin, decide di chiedere per lui la mano di Idoline sebbene Pierre detesti la borghesia, considerandola una classe di gente ricca ma senza valori.
Tuttavia Célestin crede che l'amico abbia approfittato dell'incontro con Idoline per conquistare la giovane borghese; nasce una discussione nella quale Pierre giustifica le sue azioni. Célestin sconfortato dall'accaduto e dall'infelice amore, vuole uccidersi ma l'amico interviene e lo salva.
Pierre si accorge che Irénée non gli manca più e ne soffre. Ha bisogno di amare e di essere amato, sentimento che lei non può dargli, poiché lui è libero mentre Irénée è “incatenata”.
Parte nuovamente, solo,  si dirige verso la Sicilia con il rimorso di non aver chiesta in sposa la donna, ma lasciata andar via.
Durante il tour dei templi dell'isola incontra Cressida, appassionata come lui di classicità, la quale prende il posto di Irénée nel suo cuore. Ma alla fine del romanzo si accorge, rincontrando Irénée, che in realtà ha sempre e solo amato lei.

## Personaggi

### Protagonisti
- PIERRE LAMPÉDEUZE: protagonista del romanzo. Si innamora di Irénée che diventerà per lui come un'ossessione.
- IRÉNÉE: affascinante e spensierata giovane coquette di nobile famiglia.

### Personaggi secondari
- CÉLESTIN: amico fraterno di Pierre desideroso di sposarsi, innamorato di Idoline.
- IDOLINE: giovane borghese, figlia di Mme Edwige Gallinette.
- MAX JACOB e CYRILLE SYLVERE: amici di Pierre coi quali scambia diverse lettere durante i suoi viaggi.
- HARRY BILLINGTON e KIKI: inglesi in vacanza a Capri
- PINDARE: cugino e promesso sposo di Irénée.
- CRESSIDA: donna inglese conosciuta da Pierre Lampédouze durante il suo viaggio in Sicilia

## Costanti

### Amore
Tutto il romanzo è incentrato su diversi amori: quello sbocciato sulle rive dell'isola di Capri tra Pierre Lampédouze e Irénée, un secondo amore nato tra il giovane Célestin e la borghese Idoline, l'amore costituito dai personaggi di Pierre e Cressida.
L'Amore provoca nel protagonista diversi momenti di riflessione scoprendo che infine il suo vero amore è quello per Irénée.

### Viaggio
Pierre, in viaggio per tutto il romanzo, soggiorna in diversi Hotel e pensioni della penisola italiana.
Il suo viaggio è anche e soprattutto interiore, alla ricerca dei suoi veri sentimenti e dell'autentico amore verso Irénée.

### Natura
Nel romanzo di Henri Bosco si trovano molti elementi naturali, presenti nel paesaggio italiano, sui quali il protagonista si sofferma. 
L'acqua è l'elemento centrale del romanzo, viene rappresentata dal mare del Golfo di Napoli.
Le vicende si svolgono principalmente sulle isole del sud Italia. Bosco pone particolare attenzione agli alberi e alle piante presenti nei giardini dei vari luoghi dove soggiorna il protagonista esaltando l'elemento della terra.
Fa, inoltre, riferimento ad alcuni animali come capre, cervi, pesci.